# Inférence (logique)
Pour les articles homonymes, voir inférence.
L’inférence est un mouvement de la pensée qui permet de passer d'une ou plusieurs assertions, des énoncés ou propositions affirmés comme vrais, appelés prémisses, à une nouvelle assertion qui en est la conclusion.
Étymologiquement, le mot inférence signifie « reporter ». En théorie, l'inférence est traditionnellement divisée en déduction et induction, une distinction qui, en Europe, remonte au moins à Aristote (300 ans avant Jésus-Christ). 
On distingue les inférences immédiates des inférences médiates telles que déductives, inductives et abductives.

## Types d'inférences

### Inférence immédiate
Au sens strict, une inférence n'est pas nécessairement un raisonnement puisqu'elle peut être immédiate.
En effet, une inférence immédiate peut référer à une sensation. Celle-ci « est donnée d'abord et c'est d'elle qu'on infère l'objet ». Exemple : L'observation d'un chat infère l'objet d'un chat, soit l'inférence immédiate : ceci est un chat.
L'inférence immédiate peut également être un raisonnement. Elle se compose alors « de deux propositions : une prémisse et une conclusion ». Les inférences immédiates aristotéliciennes sont sous la forme d'un carré logique.

### Inférence médiate
Une inférence médiate est un « syllogisme catégorique, affirmatif ou négatif ».
Par ailleurs, pour les sémiologues, tels que Charles Peirce, la pensée n'opère pas sur des propositions, mais sur des signes. Ils proposent ainsi un modèle structuraliste, centré sur les relations formelles du langage, qui s'inspire de la linguistique. En effet, pour Ferdinand de Saussure, toute langue constitue un système au sein duquel les signes se combinent et évoluent d'une façon qui s'impose à ceux qui la manient. On est donc conduit, pour rendre compte de la sémiosis, à élargir la notion d'inférence à des opérations portant sur des symboles dicents (des quasi-propositions) et à remplacer la notion de vérité d'une proposition par celle de réalité d'une représentation pour un interprète particulier. Cette conception de l'inférence ouvre le champ à la description des opérations réellement effectuées dans la vie quotidienne et libère des contraintes imposées par le point de vue qui s'en tient uniquement à la production de vérités universelles, c’est-à-dire aux arguments valides. C'est ainsi que l'acte de poser une hypothèse qui consiste à tenir pour vraie, au moins provisoirement, une proposition n'entretenant aucun lien logique nécessaire avec les prémisses aura droit de cité dans cette perspective. On l'observe en effet dans toute activité de recherche dont elle constitue la part d'invention possible. Cela conduira à distinguer trois types d'inférence établit par Peirce en 1903 : la déduction, l'induction et l'abduction[réf. nécessaire]. 

#### Inférence déductive (déduction)
Une inférence déductive implique que la vérité des prémisses entraîne nécessairement la vérité de sa conclusion. Elle sera dite « valide » si elle respecte les règles d'inférence prescrites. Il n'est donc pas possible que la conclusion d'un argument valide soit fausse alors que ses prémisses sont vraies.
Exemple : la démonstration.

#### Inférence inductive (induction)
Une inférence inductive implique une véracité probable des prémisses. Celle-ci détermine nécessairement la probabilité de la véracité de sa conclusion.
Exemple : l'Inférence bayésienne.

#### Inférence abductive (abduction)
Une inférence abductive consiste à, lorsque l'on observe un fait dont on connaît une cause possible, conclure à titre d'hypothèse que le fait est probablement dû à cette cause-ci.